# مات ۵۲۲۹۱
سیارک ۵۲۲۹۱ (به انگلیسی: 52291 Mott، نامگذاری:1990TU1) پنجاه و دو هزار و دویست و نود و یکمین سیارک کشف شده‌است که در ۱۰ اکتبر ۱۹۹۰ کشف شد.